# Griseofulvina
La  griseofulvina è un principio attivo antimicotico. La Griseofulvina agisce esclusivamente sui dermatofiti e ne sono sensibili quasi ogni micete del genere Microsporum, Trichophyton ed Epidermophytum. La Griseofulvina estratta dal Penicillium griseofulvum è utilizzabile anche per via orale.

## Meccanismo d'azione
Essa agisce in fase di moltiplicazione cellulare alterando i microtubuli del fuso mitotico. La griseofulvina quindi inibisce la cellula in fase di mitosi esercitando un effetto fungistatico.

## Farmacocinetica
La griseofulvina fotosensibile è scarsamente idrosolubile e presenta un discreto ma variabile assorbimento orale. L'assorbimento è migliore se dopo pasti abbondanti e ad elevato contenuto lipidico. Le concentrazioni ematiche sono basse e la distribuzione è buona solo a livello cutaneo dopo 6-8 ore dalla somministrazione. Il legame proteico è alto (80%) e l'emivita è di 10h; essa è metabolizzata dall'organismo ed eliminata attraverso sudore, urina e feci.

## Indicazioni
Indicata per la tinea pedis e per le infezioni micotiche resistenti agli altri farmaci. Può essere usato per ogni dermatofita sensibile.

## Resistenza
I patogeni che generano micosi profonde sono resistenti naturalmente alla griseofulvina. La resistenza non è rara tra i dermatofiti ed è legata all'inibizione dell'ingresso del farmaco nella cellula micotica.

## Controindicazioni
Prestare attenzione (evitare contatto con l'orecchio interno), controindicato in caso di gravidanza e allattamento.
Può portare all'arresto temporaneo della crescita dei soggetti giovani in crescita, la risolvibilità dell'effetto sembra quasi totale (esperienza medico veterinaria su una popolazione di gatti)

## Effetti collaterali
Fra gli effetti collaterali si riscontrano sensazione di bruciore, nausea, diarrea, eritema, cefalea e leucopenia con possibili effetti tossici sul fegato anche se assai rari.

## Interazioni
La griseofulvina è sconsigliato con altri antimicotici imidazoli per l'epatotossicità. Essa è incompatibile con gli anticoagulanti orali e molti anticonvulsionanti. Bisogna evitare di assumere sostanze alcoliche durante il trattamento con griseofulvina.